# Pyrrhalta huangshana
Pyrrhalta huangshana es una especie de insecto coleóptero de la familia Chrysomelidae.
Fue descrita científicamente en 1964 por Chen.